# Nacho Murgui Parra
Ignacio «Nacho» Murgui Parra (Madrid, 25 d'abril de 1972) és un activista veïnal, músic i polític espanyol, regidor de l'Ajuntament de Madrid des de 2015.
Nascut el 25 d'abril de 1972 a Madrid, es va criar al madrileny barri d'Adelfas. Amb 13 anys va cofundar el Col·lectiu Adelfas Joves. És sociòleg de formació. Va ser vocalista del grup de hip-hop Hechos contra el decoro, amb qui va arribar a publicar dos àlbums musicals entre 1995 i 1999. Destacat activista veïnal, Murgui va participar en la creació del Centre Social Seco, i va ser president de la Federació Regional d'Associacions Veïnals de Madrid (FRAVM) entre maig de 2007 i abril de 2015, quan va deixar la seva presidència per incorporar-se a la candidatura d'Ara Madrid per a les eleccions municipals de 2015 a Madrid. Inclòs al número 2 de la llista, va resultar electe regidor de l'Ajuntament de Madrid.
Després de l'investidura com a alcaldessa de Manuela Carmena el 13 de juny de 2015, Murgui va ser nomenat com a segon tinent d'alcalde, regidor-president del districte de Retiro i com a titular de l'Àrea de Govern de Coordinació Territorial i Associacions, encarregant-se de la relació del consistori amb els districtes.
Candidat al número 7 de la llista de Més Madrid de cara a les eleccions municipals de 2019 a Madrid, va renovar l'acta de regidor, passant a l'oposició.